# XXX (Danny Brown)
XXX è il secondo album del rapper statunitense Danny Brown, pubblicato il 15 agosto 2011 e distribuito da Fool's Gold. L'album vanta un paio di artisti ospiti e riceve l'applauso universale da parte della critica specializzata: sul sito Metacritic ottiene un punteggio di 83/100 basato su 9 recensioni.

## Ricezione
| Recensione   | Giudizio |
| ------------ | -------- |
| AllMusic     | [ 1 ]    |
| RapReviews   | [ 3 ]    |
| Pitchfork    | [ 2 ]    |
| PopMatters   | [ 2 ]    |
| Vice         | A–       |
| Q            | [ 2 ]    |
| Sputnikmusic | [ 5 ]    |

Il secondo sforzo di Brown riceve il plauso universale della critica, che acclama XXX. Il critico di Allmusic Vincent Thomas elogia il prodotto, apprezzandone sia la varietà lirica e vocale del rapper sia la produzione minimalista di Detroit, nonostante la lunghezza dell'album, definendo l'artista come uno dei «campioni più all'avanguardia della propria generazione.» Secondo la rivista Q «l'intensa abilità narrativa di Brown è testimone di un talento importante», gli fa eco Pitchfork: «XXX si distingue come una delle pubblicazioni indie rap più avvincenti in un anno già forte.»
Patrick Taylor di RapReviews gli assegna otto decimi, concludendo: «XXX è un'altra eccellente versione di un uomo che è uno dei migliori rapper in circolazione.»

## Tracce
1. XXX – 1:51 (musica: Frank Dukes)
2. Die Like a Rockstar – 2:26 (musica: Skywlkr)
3. Pac Blood – 2:32 (musica: Brandun DeShay)
4. Radio Song – 2:22 (musica: DeShay)
5. Lie4 – 3:12 (musica: Skywlkr)
6. I Will – 3:16 (musica: Squadda Bambino)
7. Bruiser Brigade (featuring Dopehead) – 3:45 (musica: Skywlkr)
8. Detroit187 (featuring Chips) – 3:05 (musica: Nick Speed)
9. Monopoly – 2:45 (musica: Quelle)
10. Blunt After Blunt – 3:26 (musica: Skywlkr)
11. Outer Space – 2:44 (musica: Skywlkr)
12. Adderall Admiral – 1:43 (musica: Paul White)
13. DNA – 2:57 (musica: Frank Dukes)
14. Nosebleeds – 1:37 (musica: DJ House Shoes)
15. Party All the Time – 3:28 (musica: DeShay)
16. EWNESW – 2:23 (musica: Quelle)
17. Fields – 2:33 (musica: White)
18. Scrap or Die – 3:56 (musica: White)
19. 30 – 3:18 (musica: Skywlkr)

Durata totale: 53:19
Tracce bonus nell'edizione deluxe di iTunes
1. Baseline – 2:40 (musica: Skywlkr)
2. Witit – 2:43 (musica: Skywlkr)
3. Shouldn't of – 2:29 (musica: Skywlkr)